# Цеґлув (Ґродзиський повіт)
Цеґлув (пол. Cegłów) — село в Польщі, у гміні Баранув Ґродзиського повіту Мазовецького воєводства.
Населення — 202 особи (2011).
У 1975-1998 роках село належало до Скерневицького воєводства.

## Демографія
Демографічна структура станом на 31 березня 2011 року:
|          | Загалом | Допрацездатний вік | Працездатний вік | Постпрацездатний вік |
| -------- | ------- | ------------------ | ---------------- | -------------------- |
| Чоловіки | 106     | 17                 | 81               | 8                    |
| Жінки    | 96      | 25                 | 54               | 17                   |
| Разом    | 202     | 42                 | 135              | 25                   |